# Montelavar
Montelavar ist ein Ort und eine ehemalige Gemeinde (Freguesia) im portugiesischen Kreis Sintra. Die Gemeinde hatte 3544 Einwohner (Stand 30. Juni 2011).
Mit der Gebietsreform vom 29. September 2013 wurden die Gemeinden Montelavar, Almargem do Bispo und Pêro Pinheiro zur neuen Gemeinde União das Freguesias de Almargem do Bispo, Pêro Pinheiro e Montelavar zusammengeschlossen.